# Papaier

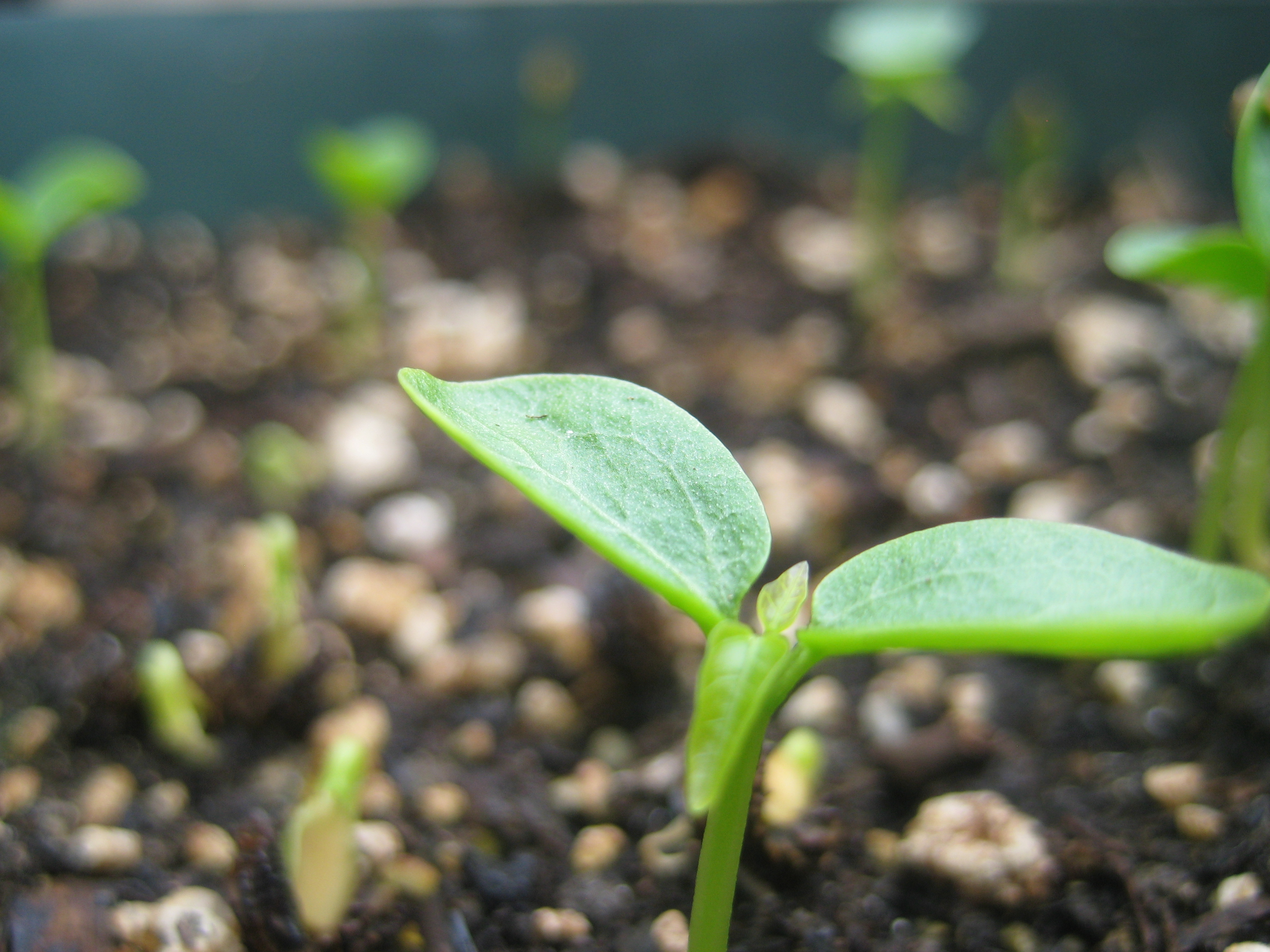
Planteta de papaier poc després de la germinació

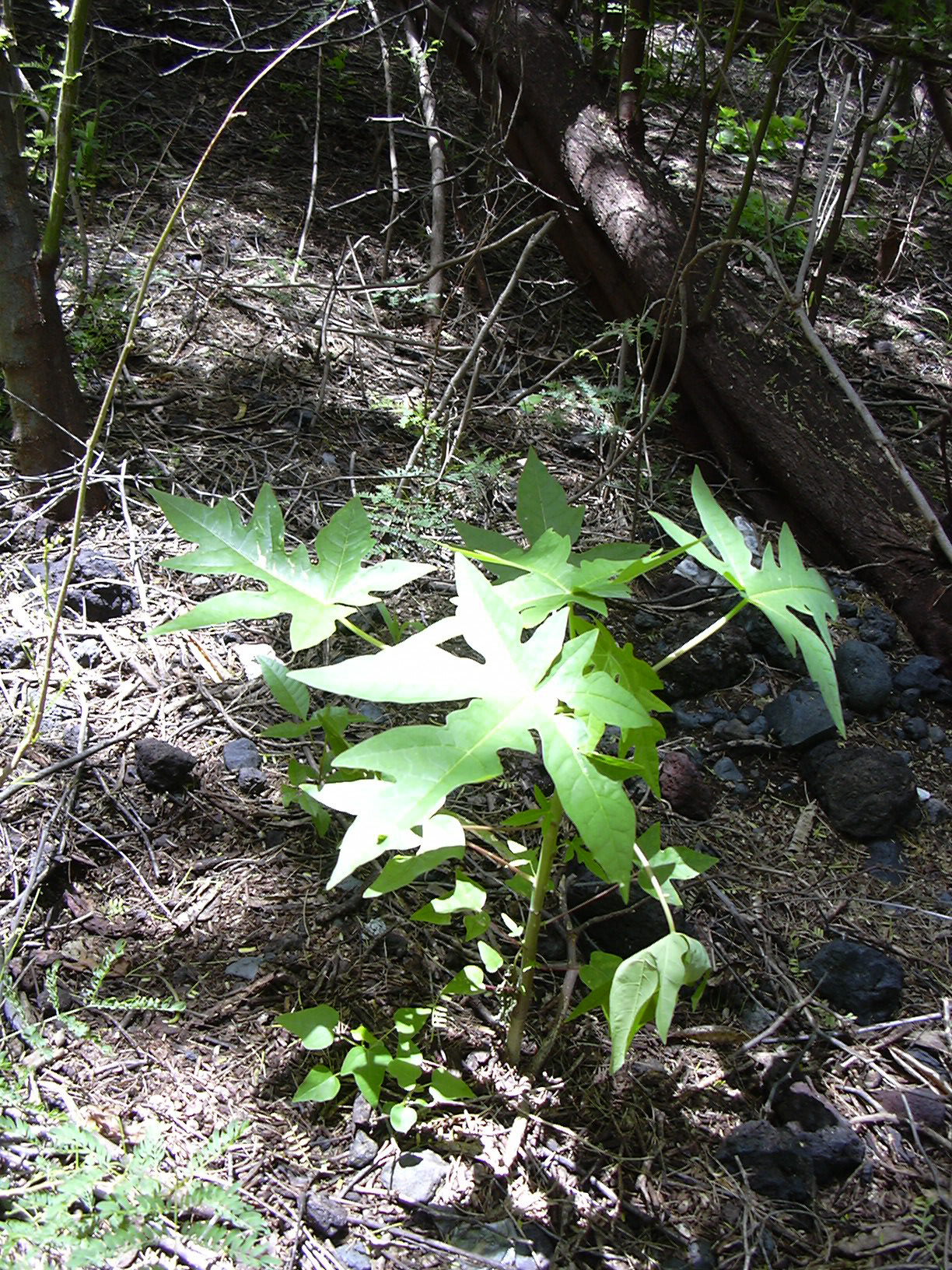
Planta de papaier molt jove

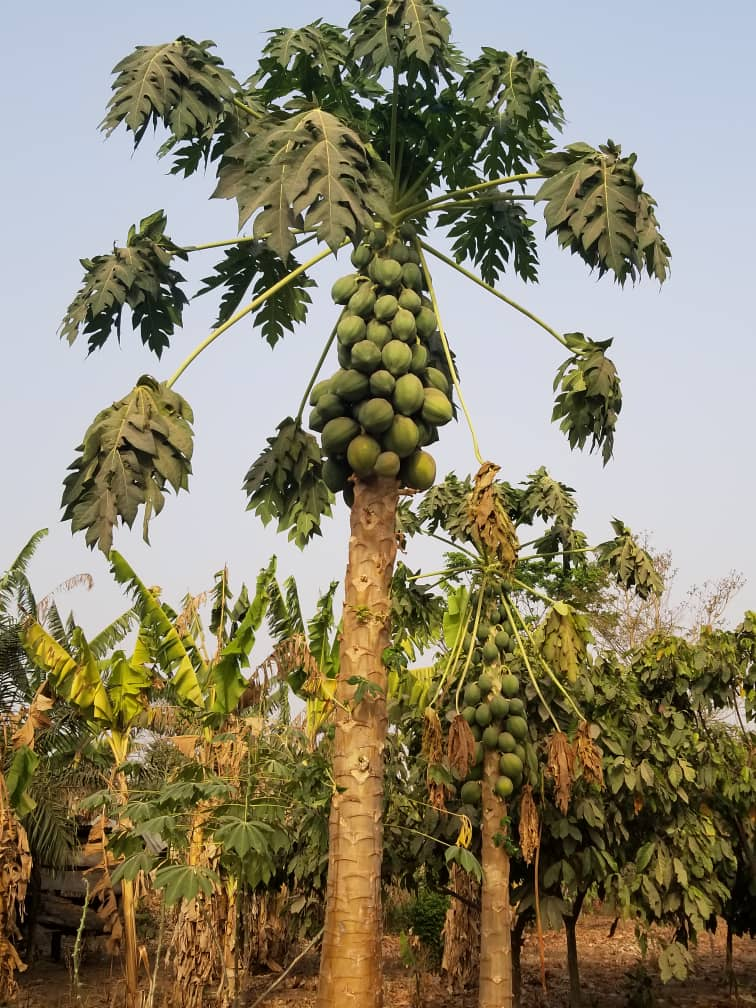
Arbres de papaier amb fruits

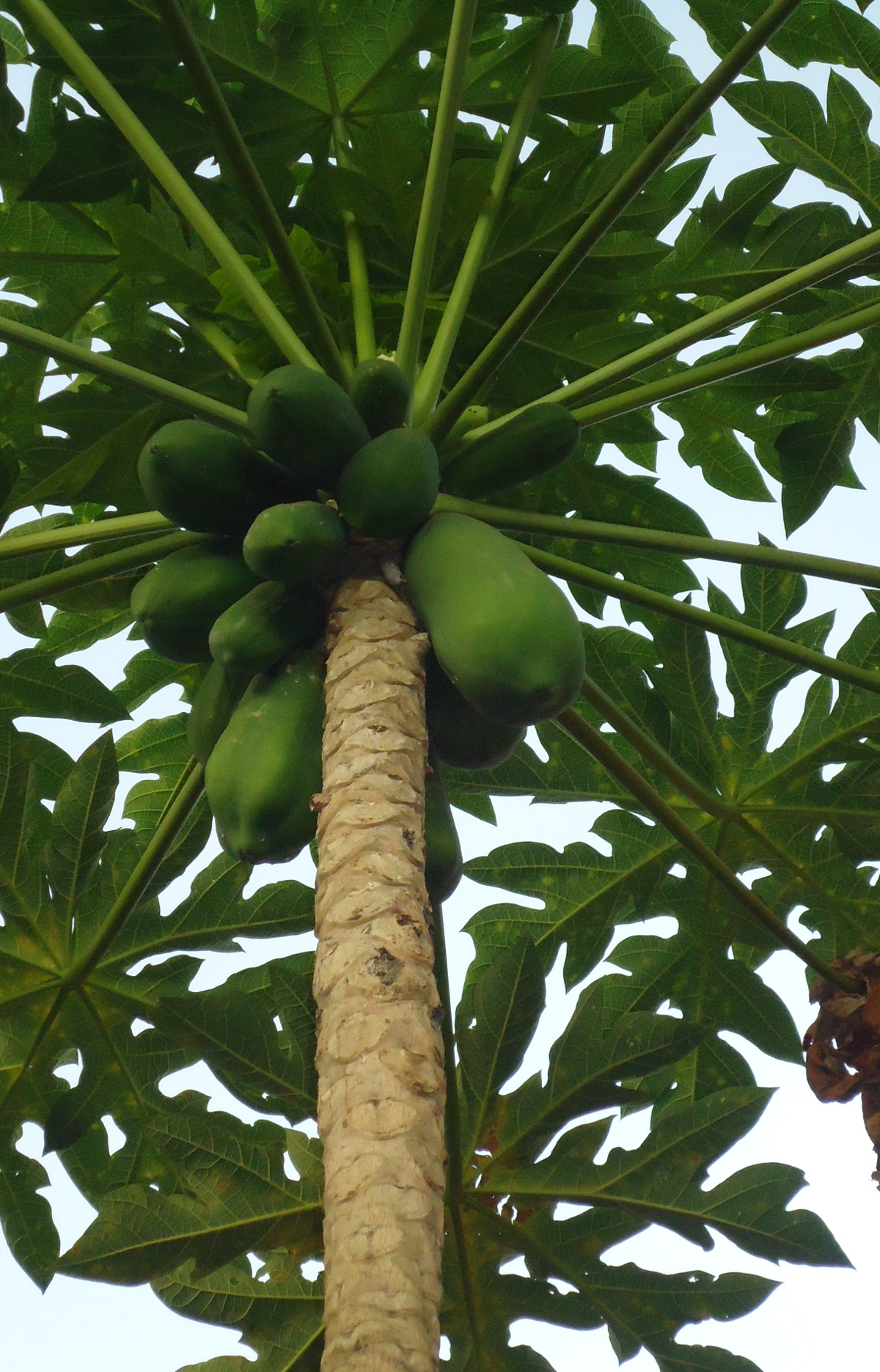
Capçada amb fruits

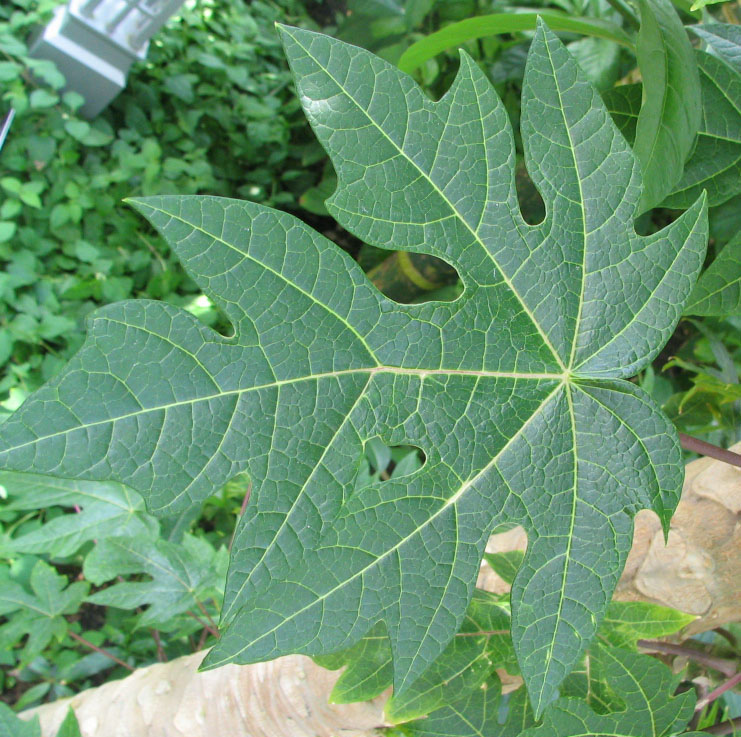
Fulla

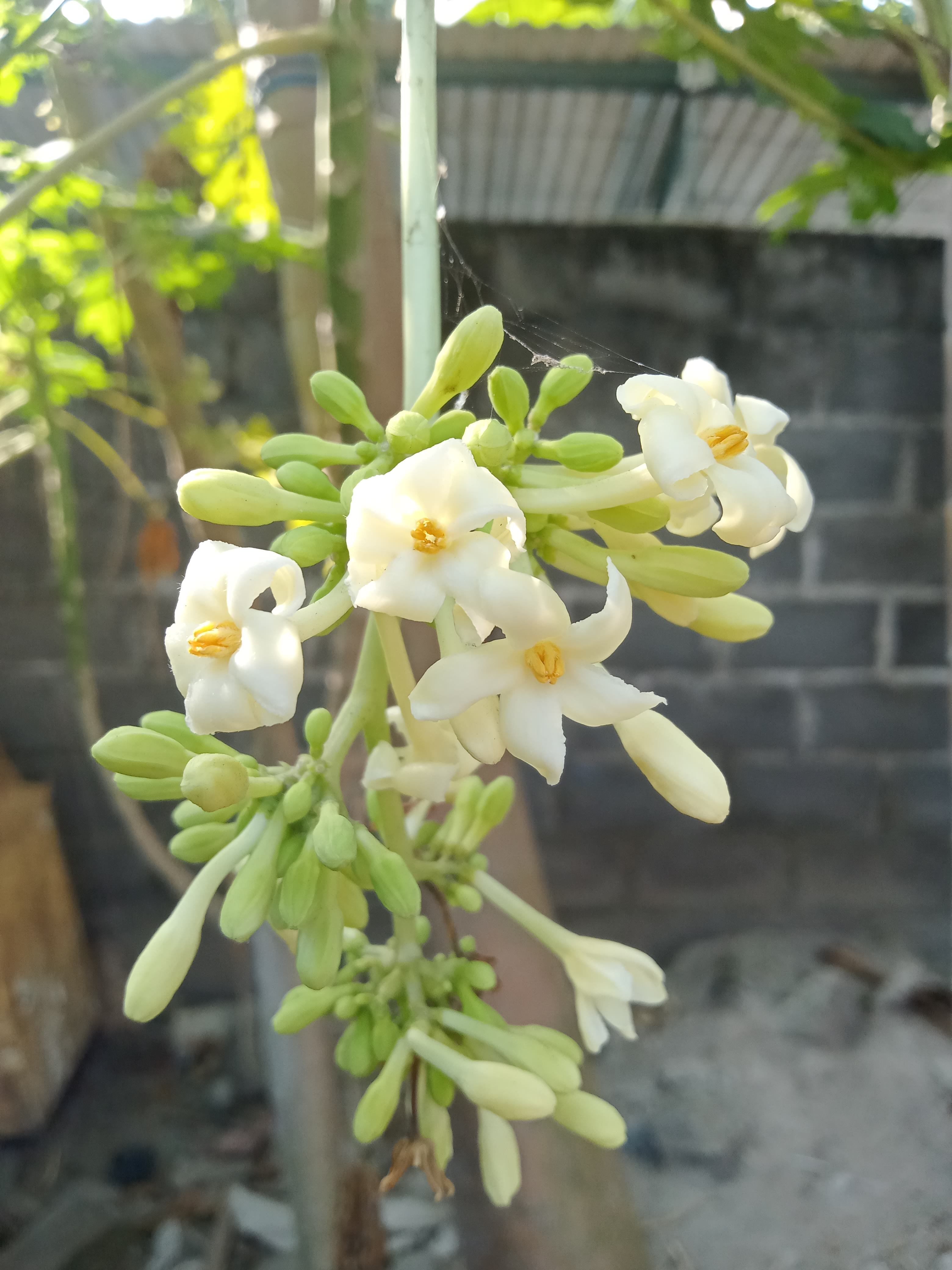
Flors masculines

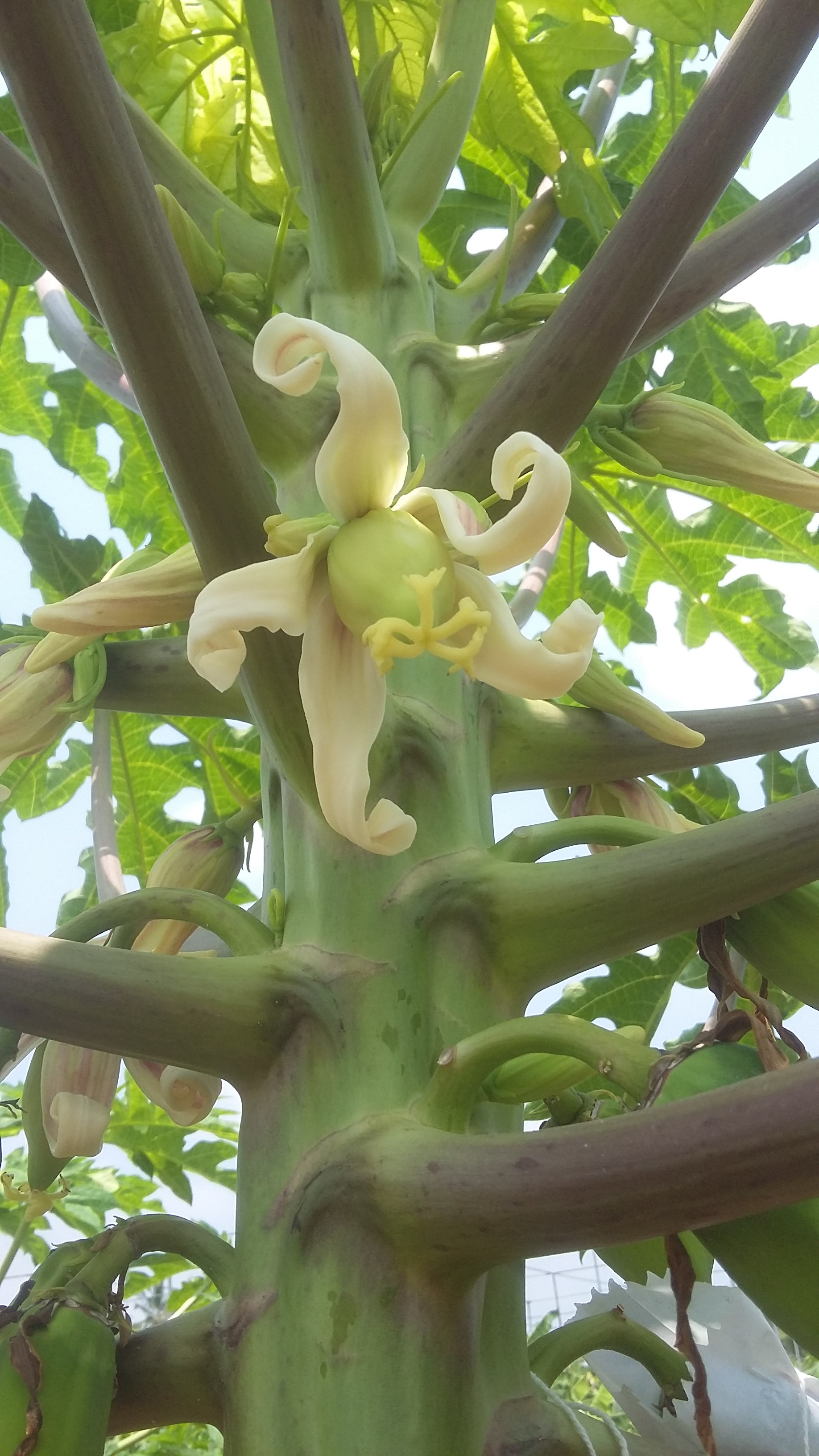
Flors femenines

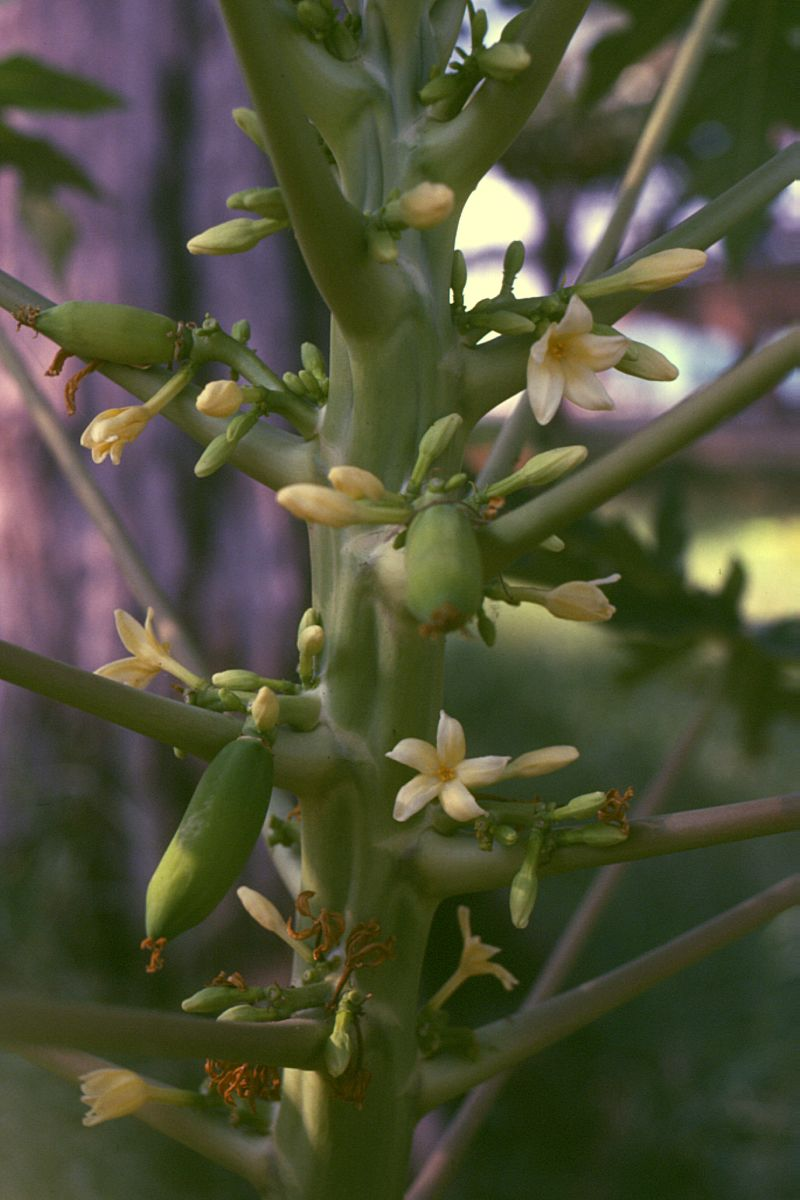
Flors femenines i fruits en formació

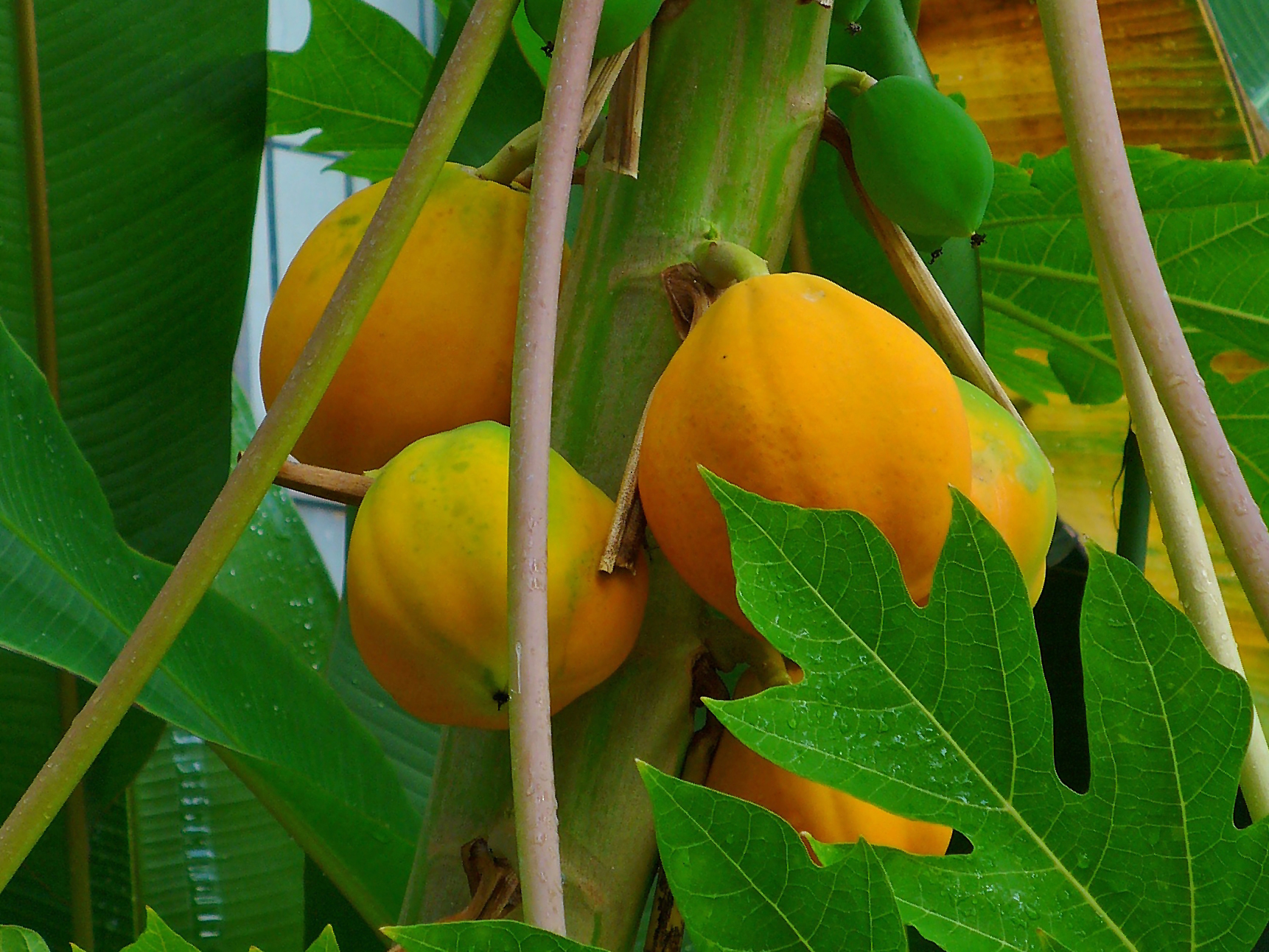
Fruits madurs

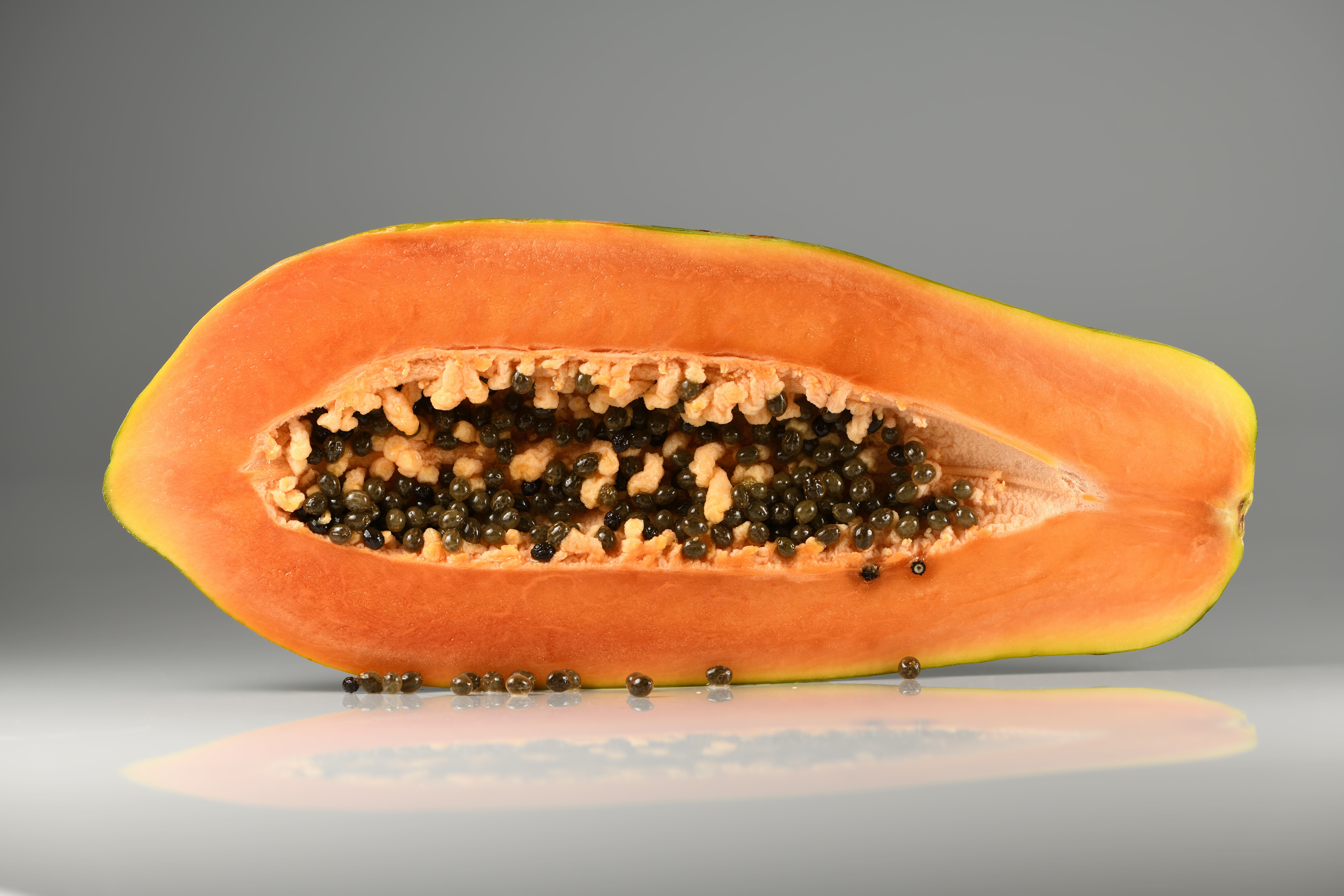
Secció longitudinal d'una papaia

El papaier (Carica papaya) és una espècie de planta amb flors del gènere Carica dins la família de les caricàcies. És un arbre natiu del clima tropical humit, d'Amèrica Central fins a Venezuela, que ha estat introduït en altres zones on es conrea pel seus fruit, la papaia.

## Morfologia
La forma vital de Raunkjaer estableix una classificació del regne de les plantes depenent d'on se'n trobin els meristemes. En el cas de la Papaia, en tractar-se d'un arbre de grans dimensions, el classificarem en el grup dels faneròfits.
El papaier pertany al grup dels arbres, tot i que en molts llocs surt classificat sota el nom de planta herbàcia. Es tracta d'un arbre dioic petit, que pertany a la família de les caricàcies, es caracteritza per presentar una altura entre 3-10 metres: un tronc nu de fins a 30 cm de diàmetre, amb fulles grans les quals són alternes i simples. Palmatilobades de 7 a 13 lòbuls que poden arribar a fer 70 cm de llarg.
Les flors formen inflorescències en panícules petites de 10 cm o més. Els pètals són en espiral d'un color verdós en les flors masculines i blanquinós en les femenines, amb un fruit subglobós de fins a 30 cm de diàmetre i 5 kg de pes, de color groc-ataronjat amb saba i una cavitat central amb nombroses llavors negres en l'interior.
La papaia conté enzims proteolítics, principalment la papaïna. A més de contenir força sals minerals, glúcids, proteïnes i vitamines (de les quals destaquen les vitamines A, B i C).
L'arrel és axonomorfa, és a dir, creix verticalment com si fos una prolongació de la tija, o tronc. I s'aprofundeix a més d'un metre si les condicions del terra ho permeten. Cosa que beneficia l'arbre en general a l'hora de garantir una millor estabilitat en el seu creixement. S'expandeix de manera radial i es bifurca en arrels laterals més fines, la funció de les quals és absorbir el màxim d'aigua i nutrients, que es troben generalment en els primers 20 cm de profunditat.
La tija té un creixement ràpid; generalment només té una tija, tot i que a vegades creixen ramificacions laterals que, en cas de ser arbres de cultiu, s'haurien d'eliminar. El tronc és cilíndric i buit en l'interior, d'uns ~30cm de diàmetre, i freqüentment, té la presència de petites cicatrius originades per la caiguda de fulles o bé petites ramificacions partides o tallades per l'humà. Aquest tronc és d'un color grisenc (tot i que a vegades és verdós). La tija no té cap indument, és a dir, no presenta cap mena de pilositat.
Les fulles són grans i gruixudes, fins a 80 cm de llarg i entre 25-75 cm de diàmetre. Són d'un color verd fosc. Són lobulades, i poden constar d'entre 5 i 9 lòbuls. Es troben molt juntes entre si, i sobretot a l'extrem superior de l'arbre i a les branques. Són llises i peciolades, tot i que presenten venes robustes irradiants, i prominents en l'envers. El pecíol s'estén horitzontalment des del tronc: són llargs, assoleixen entre 45 i 70 cm de longitud.
Pel que fa a les flors, són unisexuals, hi ha peus femenins i peus masculins. Les flors comencen a originar-se des de l'axil·la de les fulles. Les flors consten d'un calze format per cinc sèpals soldats i la corol·la per cinc pètals lliures o soldats. L'androceu, part masculina, està compost per deu estams, cinc sèpals i cinc tèpals. El gineceu és sincàrpic, amb els carpels concrescents en un sol ovari i cinc estigmes.
La diferència de sexes en els papaiers es troba fonamentalment en les flors; depenent de com siguin aquestes podem distingir entre papaiers femenins, masculins o hermafrodites. Comencen a manifestar el sexe quan assoleixen el metre i mig.
Les flors masculines creixen en unes inflorescències en forma de peduncles, en els extrems dels quals es poden trobar més de mitja dotzena de floretes. Generalment, les plantes masculines no acostumen a donar fruits, o bé no es poden aprofitar.
Les flors femenines estan agrupades en dicari i formades per un calze a sobre del qual hi ha l'ovari, per tant, aquest ovari és súper, cobert per sèpals d'un color blanc grogós. Els estigmes són de color groc, distribuïts en forma de ventall. Els fruits de les plantes femenines són grans i globosos, i aprofitables.
Les plantes hermafrodites tenen els dos tipus de flors, femenines i masculines, tot i que es poden distingir entre si. Aquestes plantes, de la mateixa manera que les plantes femenines, sí que són productores de fruits aprofitables.
Els seus fruits són de grans dimensions, poden arribar a pesar fins i tot 9 kg. Són grans baies de forma ovalada cilíndrica de color ataronjat a mesura que maduren. Contenen una polpa de color taronja que recobreix una cavitat on es troben les nombroses llavors que conté de color negre i aspecte rugós. És un fruit molt ric en vitamines (A, B i C) i a l'escorça on trobem part del làtex d'aquesta planta.

## Distribució
Aquesta espècie és originària de Mèxic, país on li donen el nom de chichihualtzapotl, que en náhuatl significa ‘zapote nodriça’. És típica d'un clima tropical humit, que s'estén des d'Amèrica Central fins a les zones andines i amazòniques.
És fàcil trobar-los en plantacions, horts, parcs i jardins en zones tropicals, tot i que pot ser cultivat en zones subtropicals però el seu creixement i desenvolupament no serà del tot correcte o complet. Les condicions òptimes pel seu creixement és un clima tropical, amb una mitjana de temperatures mitjanes-altes. No s'ha de confondre el papaier amb les espècies del gènere Asimina de la família de les annonàcies, nadiu d'Amèrica del nord, que fa uns fruits que s'assemblen una mica als del papaier.

## Taxonomia
Aquesta espècie va ser publicada per primer cop l'any 1753 en l'obra Species Plantarum de Carl von Linné (1707-1778).

### Sinònims
Els següents noms científics són sinònims de Carica papaya:
- Sinònims homotípics:

- Papaya papaya (L.) H.Karst.

- Sinònims heterotípics:

- Carica citriformis J.Jacq. ex Spreng.
- Carica cubensis Solms
- Carica hermaphrodita Blanco
- Carica jamaicensis Urb.
- Carica jimenezii Bertoni
- Carica mamaya Vell.
- Carica papaya var. bady Aké Assi
- Carica papaya f. correae Solms
- Carica papaya f. ernstii Solms
- Carica papaya var. jimenezii Bertoni
- Carica papaya f. mamaya (Vell.) Stellfeld
- Carica papaya f. portoricensis (Urb.) Solms
- Carica peltata Hook. & Arn.
- Carica pinnatifida Heilborn
- Carica portoricensis Urb.
- Carica posopora L.
- Carica pyriformis Willd.
- Carica rochefortii Solms
- Carica sativa Tussac
- Papaya carica Gaertn.
- Papaya citriformis (J.Jacq. ex Spreng.) A.DC.
- Papaya communis Noronha
- Papaya cubensis (Solms) Kuntze
- Papaya cucumerina Noronha
- Papaya edulis Bojer
- Papaya peltata (Hook. & Arn.) Kuntze
- Papaya posopora (L.) DC.
- Papaya pyriformis (Willd.) Baill.
- Papaya rochefortii (Solms) Kuntze
- Papaya sativa Tussac
- Papaya vulgaris DC.
- Vasconcellea peltata (Hook. & Arn.) A.DC.

## Conreu
Originari del centre d'Amèrica, actualment és cultivat en tots els països tropicals (no suporta les glaçades). Primerament s'ha de fer una anàlisi de la terra destinada al conreu del papaier per tal d'assignar el millor adob i fertilitzant i així assegurar un bon rendiment de la planta. Pel que fa al reg, s'han de regar freqüentment, fins que la planta adquireix una alçada d'1 metre, des d'aquest moment, es restringirà gradualment per tal d'evitar que altres espècies paràsites afectin el creixement del papaier.
El papaier pot ser atacat per un fitovirus de la família Potyviridae conegut per l'acrònim PRSV (Papaya ringspot virus), la primera afectació seriosa va ser a les plantacions de Hawaii, però es va expandir arreu i gairebé va acabar amb les plantacions de papaier. Arran d'això, es van desenvolupar varietats cultivars genèticament modificades resistents a la malura.

## Farmacologia

### Part utilitzada (droga)
La part més profitosa de la planta és el fruit immadur del qual se n'obté làtex dessecat. Amb menor freqüència s'utilitza les fulles i la polpa del fruit.

### Composició química
Per a explicar la seva composició química haurem de fer-ho per les diferents parts de la planta:
Fulles: contenen alcaloides macrocíclics amargs (carpaina, iscocarpaina, pseudocarpaina, dihidrocapians I i II) i derivats de la piperidina, glucòsids cianogenètics.
Escorça: Alcaloides, xilitol i saponines.
Rel: alcaloides (dehidrocapaines I i II), tanins.
Làtex: Per incisió del fruit s'obté làtex amb una abundant quantitat d'enzims proteolítics (papaïna, quimopapaina i papayoproteinasa omega). La papaïna és un polipèptid de pes molecular 23.400, que es presenta com un pols blanc-gris, parcialment soluble en aigua i glicerol, però és insoluble en dissolvents orgànics.
Fruits: àcids orgànics (en especial àcid butanoic), carotenoides, derivats glucosilats de benzenoides, vitamina C i vitamina E i sals minerals, en especial el potassi.
Els principis actius de la Papaia és principalment la papaïna, una proteïna proteolítica que afavoreix la digestió de proteïnes i que es troba repartida per tota la planta. Però la part més utilitzada és el làtex, que es troba a tota la planta. El fruit s'utilitza com a aliment. I pel que fa a les fulles, s'utilitzen per ablanir la carn, embolicant aquesta amb les fulles en molts països de Sud-amèrica, tot i que a Europa està prohibit.

### Accions farmacològiques / propietats
La papaia té un ampli ús medicinal (principalment a través de la papaïna) i d'alimentació.

### Altres usos
La papaïna resulta útil en digestions imperfectes, deguda a insuficiència enzimàtica gàstrica o duodenal.
La polpa del fruit té un ús comestible amb un agradable sabor. S'elaboren sucs, melmelades, i coques. Les fulles solen menjar-se en amanides, i a més també es pot utilitzar cim a substitut del sabó. La papaïna s'utilitza en productes digestius, també per a la cosmètica formant part de cremes facials per a la neteja del cutis, com a clarificador de la cervesa, per al tractament de la llana.

### Usos etnomedicinals
El suc del fruit s'utilitza oralment com a digestiu i en afeccions de l'arbre respiratori (asma) com a antifebril en artrosis i edemes. En aplicació externa el fruit picat ha resultat útil per inflamacions purulentes produïdes per infeccions bacterianes d'un fol·licle pilós. En casos de paràsits s'utilitza làtex. Les fulles es recomanen com antiasmàtiques i les infusions de les fulles se indiquen contra casos de gastritis, malària i trastorns hepàtics i cardíacs.

### Efectes adversos i/o tòxics
Els extractes de paia generalment són ben tolerats. L'extracte aquos no ha demostrat en ratolins toxicitat aguda a dosis de 10 ml/k sent subministrat durant 2 setmanes. En canvi l'extracte aquós de la llavor en baixes dosis va produir esterilitat reversible de 30-45 dies en ratolins albins mascles per disminució de la mobilitat des espermatozoides i per interferència dels vasos deferents.
El làtex fresc produeix irritació i ampolles sobre mucoses, per lo qual s'ha d'aplicar sempre diluït, en algun cas ha produït dermatitis per contacte.
L'alta ingesta de llavors així com el consum del fruit verd poden resultar abortius. La papaïna en persones hipersensibles indueix asma, al·lèrgia respiratòria.

### Interaccions medicamentoses i contraindicacions
Pacients al·lèrgics a la papaia i amb problemes de coagulació sanguínia poden produir contraindicacions. I els extractes de papaia poden incrementar l'activitat anticoagulant de la warfarina.

## Història
La papaia va ser cultivada a l'Amèrica tropical des d'èpoques precolombines. Era costum entre els indígenes envoltar les carns dures dels animals amb les seves fulles per estovar-les, i per cuinar la carn juntament amb els fruits amb la mateixa finalitat. L'any 1550 va ser portada a les Filipines, donant així als primers cultius asiàtics, que es van propagar per Malàisia i l'Índia.

## Legislació i conservació
La papaia es troba registrada per les Farmacopees de Medicina Oriental (1969), Caribenya (1996), Indonèsia (1965), Filipina, Paraguai (1944). Autoritzada pels Ministeris de Sanitat de Bolívia (fruits) i Colòmbia (polpa).

## Observacions
- Conservació: durant el transport i emmagatzematge de la papaia, s'ha de mantenir una temperatura constant entre els 8 i els 10 °C, en llocs força humits; d'aquesta manera es pot conservar fins i tot 4 setmanes sense que es faci mal bé i mantenint la seva qualitat.
- Precaucions: evitar la ingestió durant l'embaràs o el període de la lactància.
- Altres usos: la papaia és una fruita que es consumeix fresca i amb la qual es poden preparar, a més, de sucs tropicals, pastels, salses i conserves, a la cervesa per exemple se li afegeix papaïna per tal que quedi clara i no tèrbola. Fins i tot s'està utilitzant quant a la preparació de productes cosmètics.
- Tradició: a països de l'Amèrica tropical, es cobreix la carn amb fulles de papaier, per tal de conservar-la i fer-la més tova i així facilitar la seva digestió.